# Tom Docherty
Tom Docherty (sinh ngày 15 tháng 4 năm 1924) là một cựu cầu thủ bóng đá người Anh. Là một tiền vệ chạy cánh, ông gia nhập Newport County năm 1955 từ Reading và có 108 lần ra sân cho Newport, ghi một bàn thắng. Năm 1958 ông gia nhập King's Lynn.